# روکسنا (دلاویر)
روکسنا (به انگلیسی: Roxana) یک منطقهٔ مسکونی در ایالات متحده آمریکا است که در شهرستان ساسکس، دلاویر واقع شده‌است. روکسنا ۹٫۱۴ متر بالاتر از سطح دریا واقع شده‌است.